# Bassem Amin
Bassem Amin (arabisch باسم أمين; * 9. September 1988 in Tanta) ist ein ägyptischer Großmeister im Schach.

## Leben
Amin stammt aus einer Arztfamilie. Er begann mit dem Schachspielen im Alter von fünf Jahren. Er studierte Medizin an der Universität von Tanta und schloss sein Studium 2012 ab.

## Schachliche Erfolge

### Einzelerfolge
Amin war arabischer Meister U10 und U12. Die arabische U14-Meisterschaft konnte er zweimal gewinnen, zuletzt im August 2002 in Abu Dhabi. Im Januar 2004 wurde er in Tripolis Afrikameister U20. Bei der U16-Jugendweltmeisterschaft im November 2004 im griechischen Iraklio belegte er den vierten Platz. Im August 2005 gewann er das 1. Open in Asyut, im September 2005 gewann er in Dubai siebzehnjährig die arabische Einzelmeisterschaft der Erwachsenen. Im Dezember 2005 konnte er wieder die Afrikameisterschaft U20 gewinnen, die diesmal in Gaborone stattfand. Im Juli 2006 gewann er die arabische U20-Meisterschaft in Casablanca mit einem Ergebnis von 7 aus 7 und drei Punkten Vorsprung. Bei der U18-Weltmeisterschaft im Oktober 2006 in Batumi wurde er Dritter. Die arabische U20-Meisterschaft konnte er erneut im August 2007 in Dubai gewinnen, diesmal mit zwei Punkten Vorsprung und einem Ergebnis von 8,5 aus 9. Im selben Monat gewann er das 17. Abu Dhabi Masters. Bei der afrikanischen Kontinentalmeisterschaft im September 2007 in Windhoek belegte er den vierten Platz und qualifizierte sich damit für den Schach-Weltpokal 2007, bei dem er allerdings in der ersten Runde an Liviu-Dieter Nisipeanu scheiterte. Bei der arabischen Einzelmeisterschaft im Dezember 2008 in Schardscha wurde er Dritter. 2009 gewann er in Tripolis die Afrika-Meisterschaft. Damit war Amin für den Schach-Weltpokal 2009 qualifiziert, bei dem er in der ersten Runde Wladimir Malachow unterlag. 2010 gewann er erneut das Asyut Open, das zum sechsten Mal ausgetragen wurde. Die Afrika-Meisterschaft gewann er erneut 2013 in Tunis. Damit war er für den Schach-Weltpokal 2013 qualifiziert, bei dem er in der ersten Runde Eltac Səfərli mit 2,5:3,5 unterlag. Ebenso gewann er die Afrika-Meisterschaften 2015, in Kairo, war damit für den Schach-Weltpokal 2015 qualifiziert, bei dem er in der zweiten Runde gegen Dmitri Jakowenko unterlag. Zum dritten Mal Afrikameister wurde er 2017 im algerischen Oran. Damit war er für den Schach-Weltpokal 2017 qualifiziert, bei dem er jedoch in der ersten Runde gegen Viktor Erdős  scheiterte. Zum vierten Mal Afrikameister wurde er 2018 im sambischen Livingstone. Im März 2024 gewann er bei den verschobenen Afrikaspielen 2023 in Accra in allen vier Kategorien, an denen er teilnahm: im Schnellschach und im Blitzschach sowohl im Einzel als auch im Mixed-Team mit Shahenda Wafa. Im Januar 2025 gewann er den Rilton Cup in Stockholm.
FIDE-Meister wurde er 1999, Internationaler Meister 2004 durch den Gewinn der afrikanischen U20-Meisterschaft, Großmeister ist er seit 2006. Die Normen für den GM-Titel erzielte er zwischen September und Dezember 2005. Amin hatte Mitte der 2010er Jahre für längere Zeit die höchste Elo-Zahl aller afrikanischen Schachspieler. Er war 2017 der erste Afrikaner, der 2700 Elo erreichte, was als Bedingung für den informellen Status eines „Super-Großmeisters“ angesehen wird.

### Mannschaftsschach

#### Nationalmannschaft
Bassem Amin nahm mit der ägyptischen Nationalmannschaft an den Schacholympiaden 2008, 2010, 2012 und 2014 sowie an den Mannschaftsweltmeisterschaften 2010, 2011, 2013 und 2015 teil.
Er gewann mit der ägyptischen Mannschaft den Schachwettbewerb der Afrikaspiele im Juli 2007 in Algier. Dort erhielt er eine weitere Goldmedaille für das beste Einzelergebnis (7,5 Punkte aus 8 Partien) am zweiten Brett. Amin gewann mit der ägyptischen Mannschaften den Schachwettbewerb der Panarabischen Spiele 2007 in Kairo und 2011 in Doha, wobei er 2011 mit 8 Punkten aus 8 Partien gleichzeitig das beste Einzelergebnis am zweiten Brett erreichte.

#### Vereinsschach
In Ägypten spielt er für den Verein El Sharkia Dokhan, mit dem er 2006 und 2013 die Arabische Vereinsmeisterschaft gewinnen konnte und in der Saison 2006/07 ägyptischer Mannschaftsmeister wurde. In der Saison 2007/08 spielte er in Ägypten für El Dakhila, mit dem er 2010 den African Club Cup in Kapstadt gewann. Bassem Amin war der erste ägyptische Nationalspieler, der im ägyptischen Mannschaftsschach Profistatus hatte. In der isländischen Mannschaftsmeisterschaft 2008 spielte er für den Vizemeister Hellir Reykjavík. Am Asian Club Cup 2008/09 in al-Ain nahm er für die B-Mannschaft des Al-Ain Chess Clubs aus den Vereinigten Arabischen Emiraten teil. In Frankreich spielte er von der Saison 2013/14 bis 2018 für den C.E. de Bois-Colombes, mit dem er auch am European Club Cup 2014 in Bilbao teilnahm. Seit 2019 spielt er für Clichy Echecs. In Schweden spielt Bassem Amin seit der Saison 2017/18 für den Stockholmer Verein Wasa SK, in Deutschland seit 2017 für den SC Viernheim.